# 佐野菜見
佐野菜見（日语：／ Sano Nami，1987年4月17日—2023年8月5日），日本漫畫家。女性。出身於兵庫縣西宮市。

## 來歷
2010年，在《Fellows！》（enterbrain）上發表短篇作品《無糖咖啡》，作為漫畫家首次亮相。
2013年，《在下本，有何貴幹？》獲得Comic Natalie大獎。該作品後來於2016年4月至6月被製作成電視動畫。
2023年8月5日，即動畫版《米奇與達利 惡童物語》播放前兩個月，因卵巢癌去世，享年36歲。

## 作品列表

### 連載
- 在下本，有何貴幹？（《Fellows！（日语：ハルタ (漫画誌)）》→《Harta（日语：ハルタ (漫画誌)）》2012年[9]—2015年[10]）—同名連載短篇作品。
- 米奇與達利 惡童物語（《Harta》2017年[11]—2021年[12]）

### 短篇
- 無糖咖啡（《Fellows！》Vol.10A，2010年）—出道作品[3][13]。《佐野菜見作品集》收錄。
- （《Costume Fellows》，2011年[14]）—《在下本，有何貴幹？》第1冊、《佐野菜見作品集》收錄。
- 泰勒的房子（《Fellows！》Vol.15[15]，2011年）—《佐野菜見作品集》收錄。
- 在下本，有何貴幹？（《Fellows！》Vol.18，2011年）
- （[13]）—《佐野菜見作品集》收錄。
- 人稱8823 (HAYABUSA)（《Harta》Vol.36[16]，2016年）—《在下坂本，有何貴幹？》外傳作品。《佐野菜見作品集》收錄[13]。
- （《Slender Fellows》）—《佐野菜見作品集》收錄[13]。
- 未發表作品—均收錄在《佐野菜見作品集》[13]。

### 書籍
- 《在下本，有何貴幹？》KADOKAWA〈Beam Comics〉2013年[17]—2016年，全4冊
- 《米奇與達利 惡童物語》KADOKAWA〈Harta Comics〉2018年[18]—2021年，全7冊
- 《佐野菜見作品集》KADOKAWA〈Harta Comics〉，2024年8月9日發行[13] ISBN 978-4-04-737941-1